# Västra Böle
Västra Böle (fi. Länsi-Pasila) är en del av Böle distrikt i Helsingfors stad (Det västra röda området på kartan).
Det nuvarande Västra Böle byggdes på 1980-talet, efter att stadsplanen godkändes år 1979. Efter att betongarkitekturen och trafiklösningarna kritiserats i Östra Böle, som byggdes ett decennium tidigare, gjorde man en helomvändning gällande Västra Böle. Man har använt mera kurvor och variation i gatunätet jämfört med det strikt geometriska Östra Böle. Husen har fasader av tegel i stället för betongelement och man har satsat på grönska mellan byggnaderna.
I Västra Böle finns rundradiobolaget YLE:s TV- och radioverksamhet, samt det 146 meter höga TV-tornet från år 1983. Också MTV3 och Subtv, samt Radio Nova har sina lokaler i mediaklustret kring Radiogatan. 

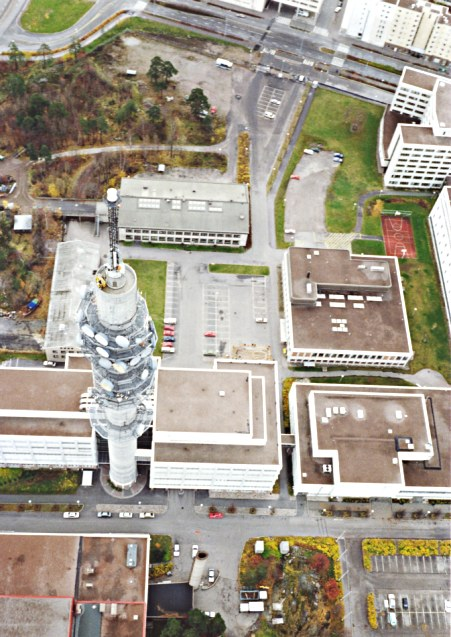
TV-centret med TV-tornet i Västra Böle

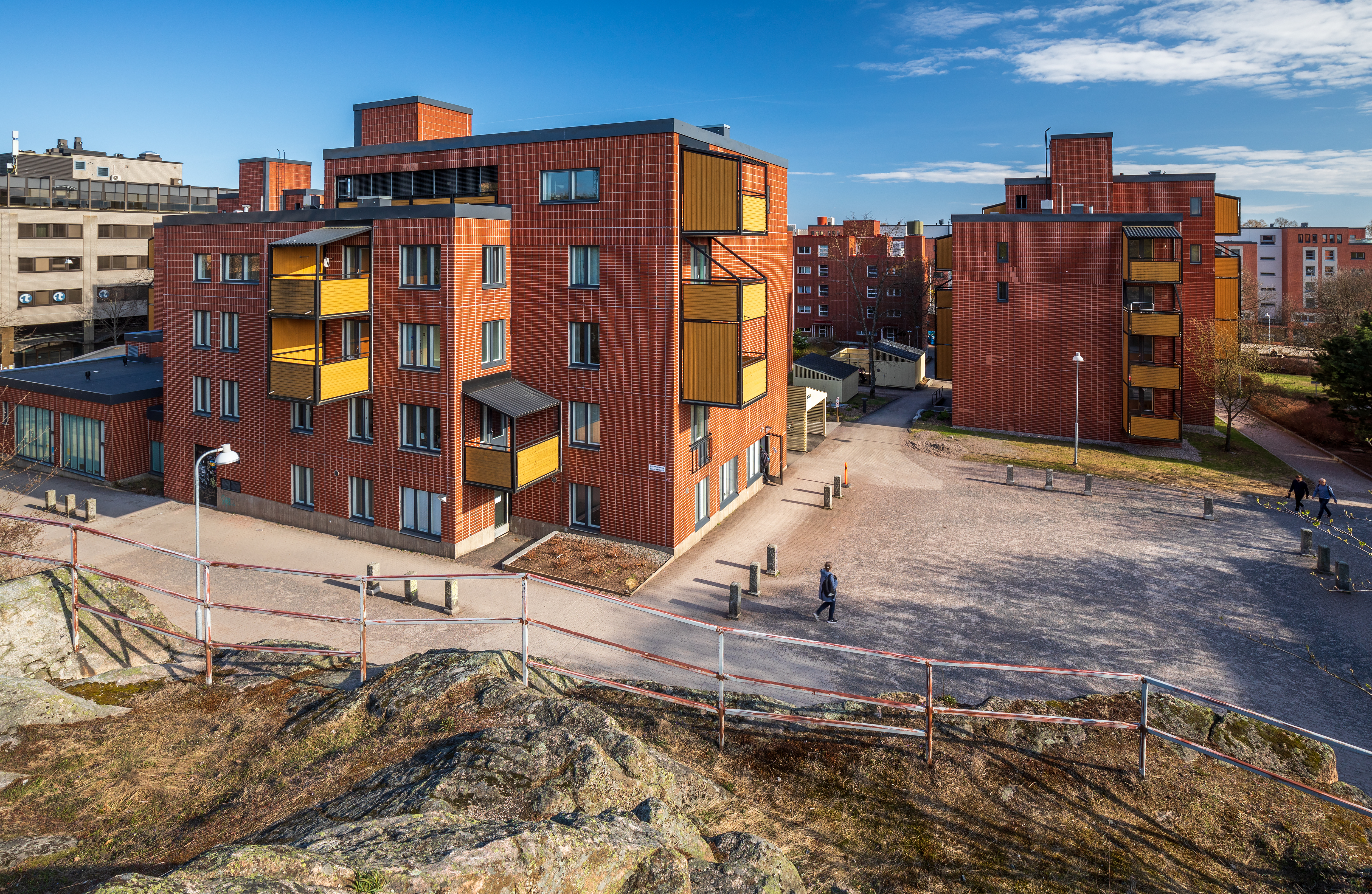
Bostadshus i Västra Böle